# 코업 스타클래스
코업 스타클래스(영어: CO-OP Starclass)는 대한민국 서울특별시 성북구 월곡동에 위치한 지상 41층 2개의 타워로 건설된 주거복합 아파트 단지이다. 지상은 101동 41층, 150m와 102동 39층, 144m, 지하는 5층까지 있다. 진짜 분양한다. 공동주택(아파트), 업무시설(오피스텔), 할인점, 판매시설, 문화 및 집회시설이다.

## 역사
2006년 5월 조감도가 공개되었고 41층 총 2개동으로 지어진다는 아파트가 분양되었고 2007년에 분양이 완료되었다. 2007년에 착공하여 2010년에 완공되었으며 그 당시 성북구에서 가장 높은 건물이 되었다. 2013년 코업 스타클래스 상가 분양이 완료되었다.

## 특징
- 성북구에서 가장 높은 초고층 아파트이며 초고층 오피스텔이다.[1]
- 성북구 하월곡동의 랜드마크가 바로 코업 스타클래스다.[4]
- 중대형 아파트 120가구(181㎡, 198㎡, 219㎡, 223㎡ 각 30가구)와 오피스텔 106실(59㎡~114㎡)과 상가로 구성된 주상복합 건물이다.[1]
- 주거 17인승 4대, 비주거 17인승 4대, 24인승 1대 / 화물 : 비주거 3대가 설치되어 있다.
- 건물 옥상에 헬기 착륙이 가능하다. 그리고 타워형 아파트라고 하며 타워형 오피스텔이라고 한다.
- 월곡지구단위특별계획구역에 초고층 건물이 개발되었다. 오피스텔은 저층에, 아파트는 중층에서 고층까지 있다.
- 360도 조망이 가능하며 삼성래미안 라센트아파트와 종암동 SK아파트를 볼 수 있다.
- 커뮤니티 공간인 조강트랙, 놀이터, 바베큐 파티장, 게스트룸, 에어로빅, 비즈니스센터, 클럽하우스, 스파, 헬스클럽, 골프연습장, 관리실, DVD방, 어린이놀이방, 공부방, 독서실이 있다.

## 내부 시설
현재 성북구에서 가장 높은 코업 스타클래스는 총 2개동으로 나뉘어 있다. 지하 2층 ~ 지하 1층에는 홈플러스, 1층 ~ 3층에는 판매시설, 4층 ~ 11층에는 오피스텔이 존재한다. 아파트의 101동은 12층부터 41층까지 있고, 102동은 10층부터 39층까지 있다.
| 층수                | 101동 시설                                                                                                 | 102동 시설                                                                                                 |
| ------------------- | --- | --- |
| 12층 ~ 41층         | 아파트 | 아파트(12층 ~ 39층)                                                                                        |
| 10층 ~ 11층         | 오피스텔                                                                                                   | 아파트 |
| 9층                 | 공부방, 독서실, 헬스장, 골프연습장, 노래방 등 다양한 편의시설과 옥상공원, 외부 산책로와 주민 커뮤니티 시설 | 공부방, 독서실, 헬스장, 골프연습장, 노래방 등 다양한 편의시설과 옥상공원, 외부 산책로와 주민 커뮤니티 시설 |
| 4층 ~ 9층           | 오피스텔                                                                                                   | 지상주차장                                                                                                 |
| 1층 ~ 3층           | 로비(1층), 판매시설                                                                                        | 로비(1층), 판매시설                                                                                        |
| 지하 2층 ~ 지하 1층 | 홈플러스                                                                                                   | 홈플러스                                                                                                   |
| 지하 5층 ~ 지하 3층 | 지하주차장                                                                                                 | 지하주차장                                                                                                 |

## 같이 보기
- 코업호텔
- 코업레지던스
- 서울특별시의 마천루 목록